# Poździmierz
Poździmierz (ukr. Поздимир) – wieś na Ukrainie, w rejonie szeptyckim obwodu lwowskiego. Wieś liczy około 900 mieszkańców.
Do 2020 w rejonie radziechowskim.
Do 2024 w rejonie czerwonogrodzkim.
Wieś starostwa niegrodowego sokalskiego w XVIII wieku. W II Rzeczypospolitej do 1934 samodzielna gmina jednostkowa. Następnie wieś należała do zbiorowej wiejskiej gminy Korczyn w powiecie sokalskim w woj. lwowskim. 
W 1944 nacjonaliści ukraińscy z OUN-UPA zamordowali tutaj 7 Polaków.
Po wojnie wieś weszła w struktury administracyjne Związku Radzieckiego.